# سيرج أرنو أكا
سيرج أرنو آكا (من مواليد 16 نوفمبر 1994) هو لاعب كرة قدم محترف إيفواري يلعب كلاعب خط وسط لنادي ألتاي التركي.